# Jerzy Lejk
Jerzy Piotr Lejk (ur. 4 listopada 1954 w Warszawie) – doktor nauk technicznych, były wiceprezydent Warszawy. Od 2006 prezes Metra Warszawskiego, adiunkt Politechniki Warszawskiej.

## Wykształcenie
Jest absolwentem Wydziału Inżynierii Lądowej Politechniki Warszawskiej o specjalności budownictwo lądowe. W 2007 ukończył również studia podyplomowe MBA. Posiada certyfikaty ukończenia szkoleń zawodowych z zakresu budownictwa i ochrony środowiska w aspekcie przepisów Unii Europejskiej, prawa zamówień publicznych, partnerstwa publiczno-prywatnego oraz prowadzenia procesów inwestycyjnych. W 2018 roku uzyskał tytuł doktora nauk techniczych. Rozprawę doktorską bronił na Politechnice Poznańskiej w dyscyplinie naukowej – transport.

## Kariera

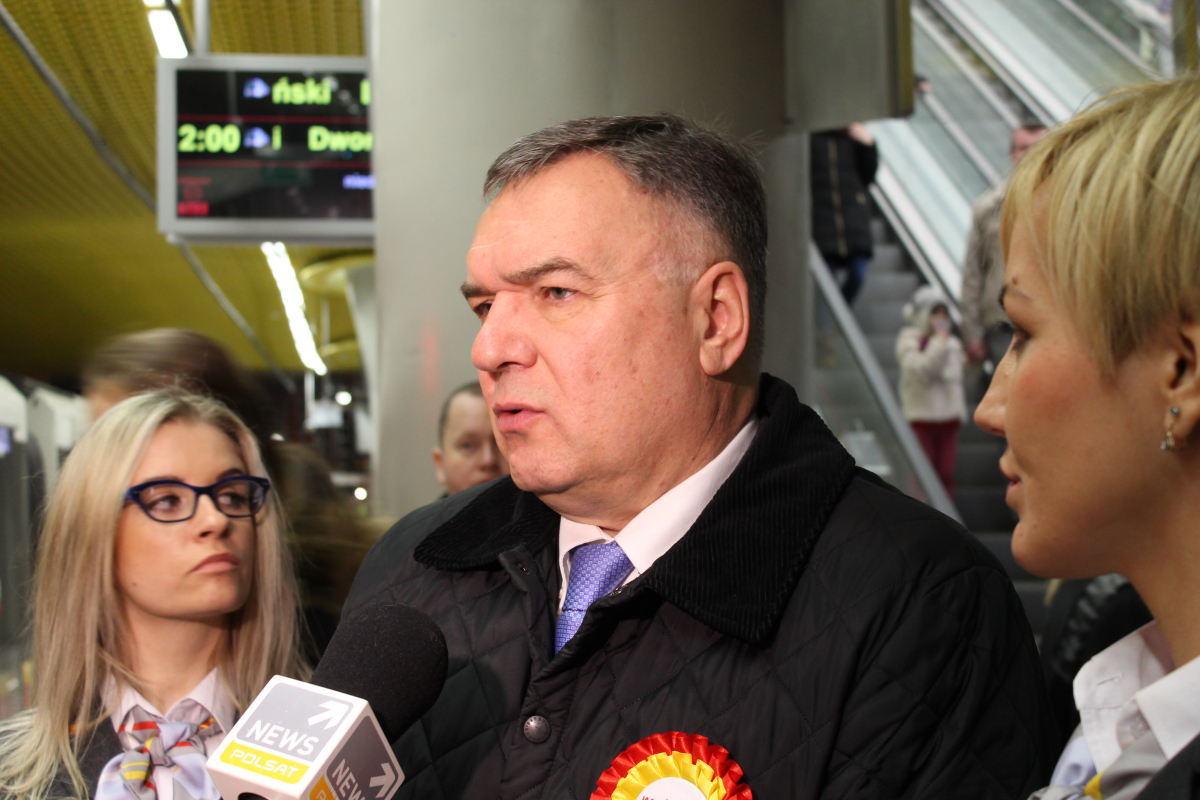
Lejk podczas otwarcia II linii warszawskiego metra (2015)

W 1978 rozpoczął karierę zawodową w Biurze Planowania Rozwoju Warszawy. Następnie pracował w Urzędzie Wojewódzkim w Warszawie, a w 1986 został dyrektorem Wydziału Komunikacji Urzędu m.st. Warszawy. Później był prezesem polsko-amerykańskiej spółki Towing zajmującej się holowaniem samochodów i prowadzaniem systemu parkingów strzeżonych, a następnie objął stanowisko dyrektora naczelnego Zarządu Dróg Miejskich. Podczas swej kadencji zajmował się inwestycjami związanymi z odnawianiem warszawskich dróg i wymianą oświetlenia ulicznego. W 1994 objął urząd wiceprezydenta stolicy i był odpowiedzialny za drogi i transport. W 1999 stanął na czele przedsiębiorstwa Budimex, a w 2002 wiceprezydent Warszawy Wojciech Kozak mianował go wiceszefem warszawskiego metra.
Od 1 marca do 31 grudnia 2002 pełnił funkcję zastępcy dyrektora Metra Warszawskiego, a od 1 stycznia 2003 do 24 stycznia 2006 był członkiem zarządu tego przedsiębiorstwa przekształconego w spółkę z o.o. Zajmował się problematyką rozbudowy metra oraz zagadnieniami jego eksploatacji. Wraz z zespołem przygotował i wdrożył do realizacji inwestycję budowy bielańskiego odcinka linii M1.
25 stycznia 2006 został prezesem zarządu Metra Warszawskiego. Stojąc na czele przedsiębiorstwa nadzorował proces przygotowania i wdrożenia projektu budowy centralnego odcinka linii M2.
W 2013 roku został starszym wykładowcą na wydziale, który ukończył. Prowadzi działalność dydaktyczno-badawczą jako adiunkt w Zakładzie Geotechniki, Mostów i Budowli Podziemnych na Wydziale Inżynierii Lądowej Politechniki Warszawskiej .
Przez trzy kadencje, w latach 2013–2015, 2015-2017, 2017-2019, jako przedstawiciel Polski, zasiadał w Radzie ds. Polityki w Międzynarodowej Unii Transportu Publicznego (UITP) pełniąc funkcję Członka „Policy Board”.
Pełni funkcję Wiceprzewodniczącego Zarządu Podkomitetu Budownictwa Podziemnego Polskiego Komitetu Geotechniki.

## Życie prywatne
Jest żonaty z Olgą, z którą ma syna Michała i córkę Annę.

## Nagrody i wyróżnienia
- 2017 – Diament Infrastruktury i Budownictwa w kategorii Top Executive Roku[13].